# 계룡시장
계룡시장(鷄龍市長)은 충청남도 계룡시의 행정 사무를 총괄하는 기초지방자치단체장이다.
| 대수 | 시장   | 임기                             | 비고                   |
| ---- | ------ | -------------------------------- | ---------------------- |
| 초대 | 최홍묵 | 2003년 10월 31일~2006년 6월 30일 | 2003년 재보궐선거 당선 |
| 2대  | 최홍묵 | 2006년 7월 1일~2010년 6월 30일   | 재선                   |
| 3대  | 이기원 | 2010년 7월 1일~2014년 6월 30일   |                        |
| 4대  | 최홍묵 | 2014년 7월 1일~2018년 6월 30일   | 3선                    |
| 5대  | 최홍묵 | 2018년 7월 1일~2022년 6월 30일   | 4선                    |
| 6대  | 이응우 | 2022년 7월 1일~                  |                        |

## 같이 보기
- 계룡시장 선거